# 1984 في سويسرا
فيما يلي قوائم الأحداث التي وقعت خلال عام 1984 في سويسرا.

## أفلام
من الأفلام التي صدرت هذه السنة في سويسرا:
- 1 يناير – حركات خطرة من إخراج Richard Dembo [الإنجليزية]‏.

## مواليد

### يناير
- 7 يناير – خافيير مارغايراس لاعب كرة قدم سويسري.[1]
- 10 يناير – دافيد زيبونغ لاعب كرة قدم سويسري.[2]
- 16 يناير – ستيفان ليختشتاينر لاعب كرة قدم سويسري.[3]

### فبراير
- 10 فبراير – دافيدي كالا لاعب كرة قدم سويسري.

### مارس
- 3 مارس – ماري جيان ميكائيليان لاعبة كرة مضرب سويسرية.

### مايو
- 2 مايو – ثابو سفولوشا لاعب كرة سلة سويسري.

### يونيو
- 27 يونيو – غوخان إينلر لاعب كرة قدم سويسري.[4]
- 30 يونيو – جوني ليوني لاعب كرة قدم سويسري.[5]

### يوليو
- 30 يوليو – برباره بيرلسكوني

### سبتمبر
- 26 سبتمبر – ميكيلي بولفيرينو لاعب كرة قدم ليختنشتايني.[6]

## وفيات

### فبراير
- 13 فبراير – بيير برامبيا (مواليد 1919) درّاج طريق فرنسي.